# Waco (Georgia)
Waco – miasto w Stanach Zjednoczonych, w stanie Georgia, w hrabstwie Haralson.